# Pietro Bianco
Pietro Bianco da Durazzo in albanese Pjetër Bardhi (Durazzo, ... – Forlì, 6 aprile 1477) è stato un religioso albanese vissuto a Forlì.

## Biografia
L'anno di nascita non è conosciuto (si fa risalire al 1417 circa), così come oscuri sono gli anni che precedono il suo arrivo a Forlì nel 1448. Qui, vestito di bianco, claudicante e dedito al digiuno e alla preghiera, vive una vita da eremita dapprima edificando una celletta in Contrada Grande (via Giorgio Regnoli) che da lui prende il nome di Celletta dello Zoppo. Il piccolo edificio sopravvive fino alla dominazione napoleonica, poi però, sconsacrata e venduta a privati, viene demolita.
Mentre dimora in questa zona, vicina alle mura cittadine e a Porta Cotogni, la devozione popolare cresce intorno alla sua figura e molti si recano alla celletta. La sua fama viene riconosciuta da Pino III Ordelaffi, signore di Forlì, che decide di accordargli la possibilità di costruire un santuario in una zona al tempo ricoperta da boschi, dove Pietro si recava a pregare e dove alcuni riferiscono avesse trovato un'immagine della Madonna. La costruzione inizia nel 1450 e darà vita al Santuario di Santa Maria delle Grazie di Fornò.
La figura dell'eremita compare nelle più importanti cronache forlivesi del Quattrocento, quella scritta da Giovanni di Mastro Pedrino, da Leone Cobelli e dal Novacula. 
Giovanni di Mastro Pedrino, che scrive quando ancora Pietro è in vita, nella sua Cronica lo descrive come un uomo robusto, straniero albanese e riferisce della vicenda della celletta, aggiungendo che Pietro si recava a Siena.
Leone Cobelli nelle Cronache Forlivesi riporta la notizia delle vesti bianche, della celletta e del santuario e della devozione popolare che suscitano le orazioni dell'eremita.
Andrea Bernardi detto Novacula, autore di una Cronica, che conosce personalmente Pietro (riferisce di essere stato anche suo barbiere), conferma in sostanza ciò che dicono le altre cronache, citando la celletta e il Santuario, le vesti bianche, la volontà di penitenza dell'eremita.
Le cronache, a cui si aggiunge anche una Cronica anonima conservata nella Biblioteca di Forlì, riferiscono anche di una forte devozione generata dalla presenza del monaco predicatore ed eremita e si spingono anche a parlare di miracoli della Madonna avvenuti per suo tramite, come la guarigione di un'ossessa e altre grazie.
La fama che Pietro Bianco fosse stato pirata prima che monaco deriva da fonti più tarde, in particolare quelle secentesche di Matteo Vecchiazzani e Paolo Bonoli.
Il riferimento a Siena riportato da Giovanni di Mastro Pedrino ha fatto pensare a un collegamento con la predicazione di Bernardino da Siena, che aveva predicato anche a Forlì in San Biagio. Il simbolo di san Bernardino compare più volte all'interno del santuario di Fornò, testimoniando forse questo legame di devozione per il santo.
Il Novacula riferisce la data di morte di Pietro, ovvero il 6 aprile 1477, aggiungendo particolari riguardo alla sua sepoltura. Subito dopo la morte, infatti, Pino III fa trasportare la salma a Forlì, accompagnata da molta gente accorsa per l'ultimo saluto all'eremita. viene quindi predisposto un monumento funebre in una cappella definita della Madonna del Fuoco. Questa non può essere la secentesca cappella con la cupola del Cignani, perché nel Quattrocento ancora non esisteva, mentre si tratta probabilmente della cappella di san Bartolomeo, dove era contenuta l'immagine sacra per Forlì, portata in Duomo nel 1428 e qui esposta. Il 13 aprile 1479, con altrettanta solennità, la salma dell'eremita viene portata nel Santuario di Fornò, dove è stato predisposto un monumento funebre in marmo che reca la sua effige scolpita ad altorilievo sul coperchio. 

### Pietro Bianco nelle opere d'arte
La figura dell'eremita compare in tre opere d'arte conservate all'interno del santuario di Fornò. La prima è il già citato monumento funebre con l'altorilievo del corpo disteso. Il volto del monaco è reso con grande attenzione e con tratti marcati che fanno pensare a un ritratto che, essendo postumo, poteva forse basarsi su una perduta maschera funeraria. Il viso presenta la barba e un naso importante. Il tratto volitivo e severo delle labbra e la marcatura delle sopracciglia sono in linea con il carattere austero che viene tramandato dalle fonti e anche il berretto pare fosse caratteristico. 
Di Pietro esiste un'altra effige, in linea con questa, dove lo si vede inginocchiato di fronte alla Madonna con il Bambino. L'immagine che ora si trova in chiesa è una copia di un originale quattrocentesco trafugato nel 1986 e mai più ritrovato. Pietro viene mostrato di profilo, inginocchiato, con atteggiamento riverente di fronte alla Vergine. Come nel ritratto del monumento funebre ha la barba, ma non ha copricapo, apparendo invece rasato. Indossa il saio bianco, suo tratto distintivo. 
Pietro è presente nello stesso atteggiamento devoto e parimenti inginocchiato anche di fronte alla Trinità, nell'opera scultorea di Agostino di Duccio.